# Stabistor
El stabistor (también llamado Diodo de Referencia en Directa) es el nombre técnico con el que se designa a un tipo especial de diodo semiconductor de silicio cuyas características de tensión en directa son extremadamente estables. Estos dispositivos están diseñados especialmente para aplicaciones de estabilización en bajas tensiones donde es necesario mantener la tensión muy estable dentro de un amplio rango de corriente y temperatura. En estas aplicaciones, los stabistores ofrecen una mejor impedancia dinámica que los diodos zener de baja tensión, en los que predomina el efecto túnel en lugar de la ruptura por avalancha. Otras aplicaciones típicas incluyen la estabilización de la  polarización de etapas de salida en amplificadores clase AB, recortadores, fijadores de nivel, protección de instrumentos de medición, etc.
La tecnología utilizada en su construcción es normalmente del tipo planar epitaxial. Un ejemplo típico de stabistor es el BAS17, provisto por distintos fabricantes de semiconductores. Algunos fabricantes ofrecen también dispositivos que integran en un único encapsulado varios stabistores conectados en serie con lo que es posible obtener tensiones en directa mayores que con un único dispositivo, pero menores que las que se pueden conseguir con diodos zener convencionales.